# Hilders
Hilders ist eine Marktgemeinde im osthessischen Landkreis Fulda.

## Geografie

### Geografische Lage
Die Gemeinde liegt im Naturpark Hessische Rhön nordöstlich der Wasserkuppe auf 460 bis 800 Meter Höhe im Ulstertal, 30 km östlich von Fulda. Im Osten grenzt die Gemeinde an Thüringen.
Hilders liegt in Osthessen, östlich von Fulda direkt an der Grenze zu Thüringen.

### Nachbargemeinden
Hilders grenzt im Norden an die Stadt Tann (Landkreis Fulda), im Osten an die Stadt Kaltennordheim und die Gemeinden Oberweid, Frankenheim und Birx (alle im thüringischen Landkreis Schmalkalden-Meiningen), im Süden an die Gemeinden Ehrenberg und Poppenhausen und im Westen an die Gemeinde Hofbieber (alle drei im Landkreis Fulda).

### Gliederung
Die Gemeinde besteht neben dem Hauptort Hilders aus den Ortsteilen: Batten mit Findlos, Brand, Dietges, Dörmbach mit Harbach, Eckweisbach, Liebhards mit Steinbach und Oberbernhards, Rupsroth, Simmershausen, Unterbernhards und Wickers.

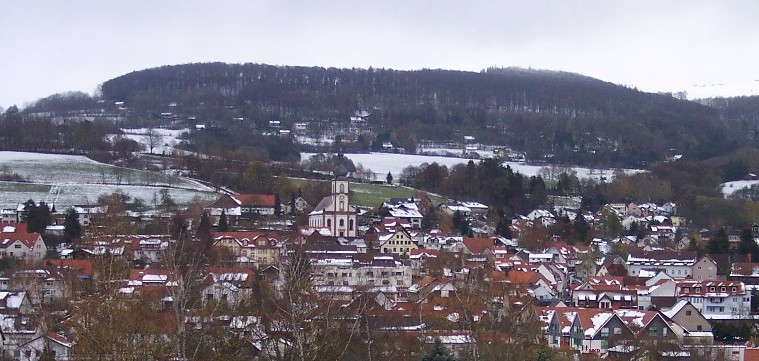
Hilders

## Geschichte

### Mittelalter
Im Jahr 915 gehörte das Gebiet um Hilders („Hiltiriches“) dem Kloster Fulda. Um 1090–1150 ist „Hilderiches“ als Besitz des Klosters Petersberg bei Fulda belegt. Die Auersburg wurde 1214 von den Grafen von Neidhartshausen an das Kloster Fulda verkauft. Später war Hilders Eigentum des Hochstifts Würzburg und wurde 1350 an die von der Tann verpfändet.
Zunächst war die Auersburg Amtssitz des späteren würzburgischen Zentamts Hilders mit den zugehörigen würzburgischen Orten Brauerz, Hilders, Lahrbach, Reulbach, Rommelsrain, Sandenhof, Simmershausen, Struthof und Wickers. Zum Centgericht gehörten außerdem die fuldischen Orte Batten, Findlos, Seiferts und Thaiden, die thüngisch-tannisch-schenkischen Orte Boppenrod, Brand, Melbers und Wüstensachsen, die steinrückischen Orte Reulbach und Umbrastein sowie Auer und Schwambach. Nach der Zerstörung der Auersburg im Bauernkrieg war Hilders der Amtssitz.

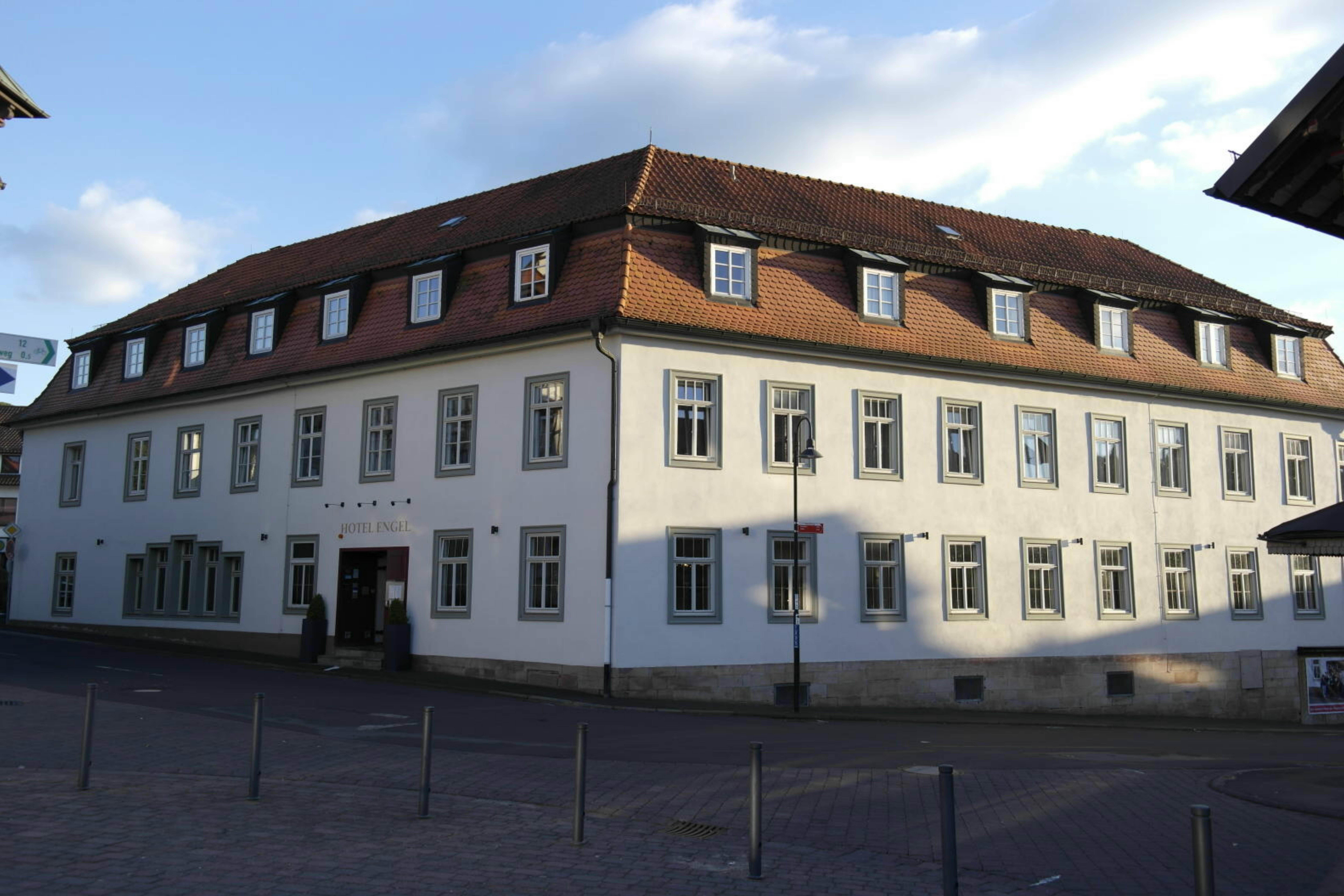
Marktstraße, Hotel Engel (Sonne, Leist)

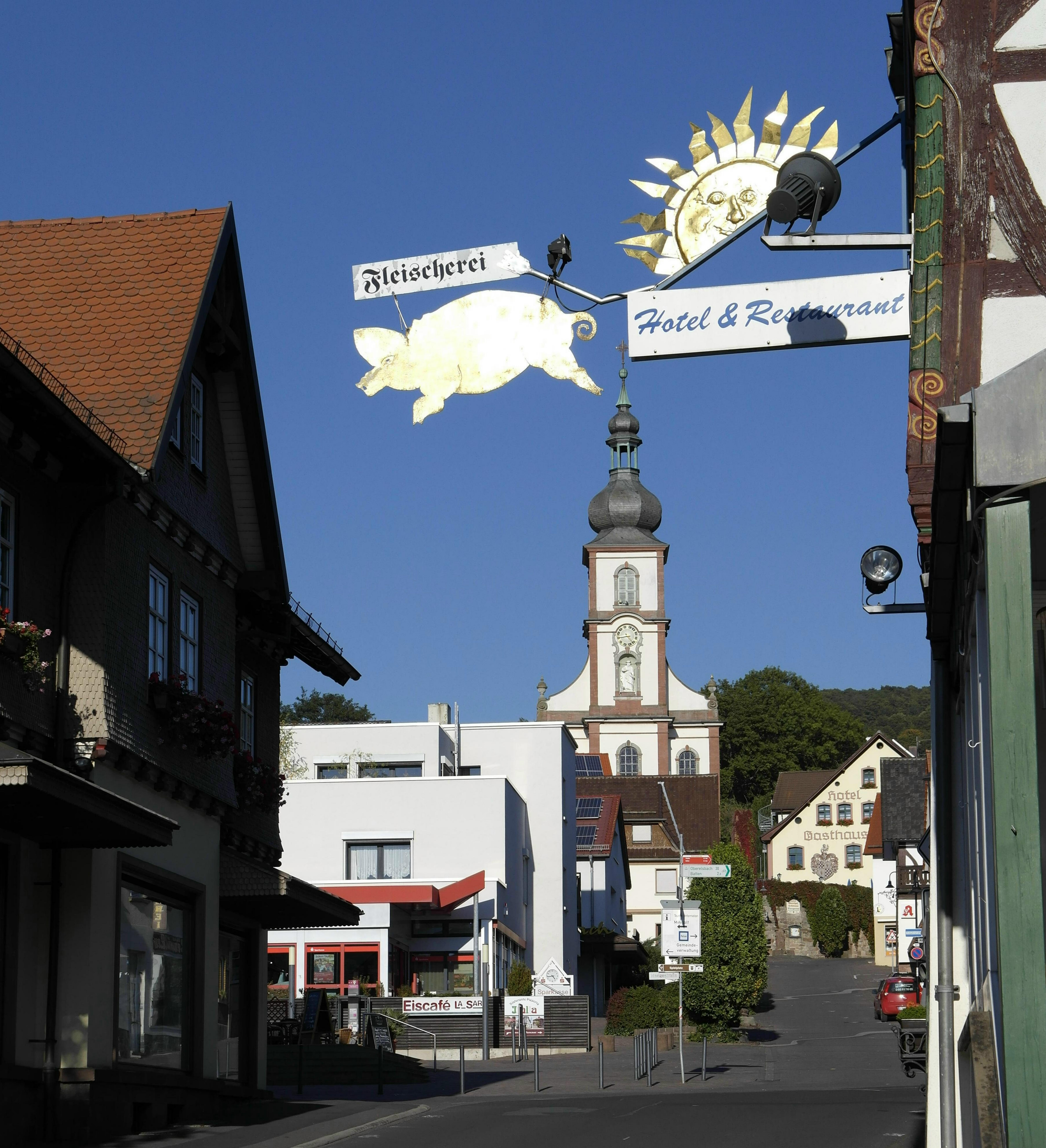
Marktstraße

Der Ort und das Amt lagen damit in einer Randlage des Hochstifts: im Norden lag die reichsfreie, evangelische Herrschaft Tann, etwas weiter im Süden lag die reichsfreie, evangelische Herrschaft Gersfeld und im Westen die Besitzungen des Klosters Fulda.

### Neuzeit
1803 wurde das Hochstift Würzburg, das ab 1500 zum Fränkischen Reichskreis gehörte, durch den Reichsdeputationshauptschluss säkularisiert und zum größten Teil Bayern zugeschlagen. Das bayerische Rentamt Hilders wurde 1818 bis 1820 aus dem Amt Hilders und dem Amt Motten gebildet. Im Rahmen der Verwaltungsreform von 1862 wurde im Königreich Bayern aus den Landgerichtsbezirken Hilders und Weyhers das Bezirksamt Gersfeld gebildet.
Im Anschluss an den Deutschen Krieg von 1866 musste Bayern das Bezirksamt Gersfeld mit den Ämtern Tann, Hilders und Weyhers an Preußen abtreten. Aus dem bayrischen Bezirksamt Gersfeld wurde der preußische Kreis Gersfeld, der Teil der neuen Provinz Hessen-Nassau wurde.
Der Kreis Gersfeld wurde 1932 aufgelöst und in den benachbarten Landkreis Fulda eingegliedert, welcher seit 1945 zu Hessen gehört.

### Eingemeindungen
Zum 31. Dezember 1971 wurden im Zuge der Gebietsreform in Hessen die bisher selbständigen Gemeinden Batten, Brand, Dietges, Eckweisbach, Liebhards, Rupsroth, Simmershausen und Wickers sowie der Hauptteil der ehemaligen Gemeinde Dörmbach an der Milseburg auf freiwilliger Basis eingemeindet. Zum 1. August 1972 kam kraft Landesgesetz das bis dahin im Landkreis Hünfeld gelegene Unterbernhards hinzu. Für die als Ortsteil eingegliederten Gemeinden wurden Ortsbezirke gebildet.

### Verwaltungsgeschichte im Überblick
Die folgende Liste zeigt die Staaten und Verwaltungseinheiten, denen Hilders angehört(e):
- vor 1803: Heiliges Römisches Reich, Hochstift Würzburg, Amt Hilders
- 1803–1806: Heiliges Römisches Reich, Königreich Bayern, Landgericht Hilders[Anm. 2]
- 1806–1813: Großherzogtum Würzburg, Landgericht Hilders[Anm. 3]
- 1814–1816: Königreich Bayern, Landgerichtsbezirk Hilders
- 1817–1837: Königreich Bayern, Untermainkreis, Landgerichtsbezirk Hilders
- 1838–1861: Königreich Bayern, Regierung Unterfranken und Aschaffenburg, Landgerichtsbezirk Hilders
- 1862–1866: Königreich Bayern, Regierungsbezirk Unterfranken, Bezirksamt Gersfeld[Anm. 4]
- ab 1867: Norddeutscher Bund, Königreich Preußen,[Anm. 5] Provinz Hessen-Nassau, Regierungsbezirk Kassel, Kreis Gersfeld
- ab 1871: Deutsches Reich,[Anm. 6] Königreich Preußen, Provinz Hessen-Nassau, Regierungsbezirk Kassel, Kreis Gersfeld
- ab 1918: Deutsches Reich, Freistaat Preußen,[Anm. 7] Provinz Hessen-Nassau, Regierungsbezirk Kassel, Kreis Gersfeld
- ab 1932: Deutsches Reich, Freistaat Preußen, Provinz Hessen-Nassau, Regierungsbezirk Kassel, Kreis Fulda
- ab 1944: Deutsches Reich, Freistaat Preußen, Provinz Kurhessen, Landkreis Fulda
- ab 1945: Deutsches Reich, Amerikanische Besatzungszone, Groß-Hessen, Regierungsbezirk Kassel, Landkreis Fulda
- ab 1946: Deutsches Reich, Amerikanische Besatzungszone, Hessen, Regierungsbezirk Kassel, Landkreis Fulda
- ab 1949: Bundesrepublik Deutschland, Hessen, Regierungsbezirk Kassel, Landkreis Fulda

## Bevölkerung

### Einwohnerstruktur 2011/2022
Nach den Erhebungen des Zensus 2011/Zensus 2022 lebten am Stichtag, dem 9. Mai 2011 / 15. Mai 2022, in Hilders 4803/4626 Einwohner. Darunter waren 50/427 (3,8 % / 8,9 %) Ausländer, von denen 27/81 aus dem EU-Ausland, 15/140 aus anderen europäischen Ländern und 19/206 aus anderen Staaten kamen./ Nach dem Lebensalter waren 841/844 Einwohner unter 18 Jahren, 1809/1629 zwischen 18 und 49, 915/1182 zwischen 50 und 64 und 1063/1149 Einwohner waren älter./ Die Einwohner lebten in 2027/1327 Haushalten. Davon waren 602/? Singlehaushalte, 546/612 Paare ohne Kinder und 667/550 Paare mit Kindern, sowie 185/169 Alleinerziehende und 30/? Wohngemeinschaften./ In 549/243 Haushalten lebten ausschließlich Senioren und in 1307/857 Haushaltungen lebten keine Senioren./

### Einwohnerentwicklung
- 1812: 920 Seelen in 170 Häusern[3]

| Hilders: Einwohnerzahlen von 1812 bis 2022 | Hilders: Einwohnerzahlen von 1812 bis 2022 | Hilders: Einwohnerzahlen von 1812 bis 2022 | Hilders: Einwohnerzahlen von 1812 bis 2022 | Hilders: Einwohnerzahlen von 1812 bis 2022 |
| --- | ------------------------------------------ | ------------------------------------------ | ------------------------------------------ | ------------------------------------------ |
| Jahr |                                            |                                            |                                            | Einwohner                                  |
| 1812 | 1812                                       |                                            | 920                                        | 920                                        |
| 1834 | 1834                                       |                                            | 1.122                                      | 1.122                                      |
| 1840 | 1840                                       |                                            | 1.146                                      | 1.146                                      |
| 1846 | 1846                                       |                                            | 1.103                                      | 1.103                                      |
| 1852 | 1852                                       |                                            | 1.054                                      | 1.054                                      |
| 1858 | 1858                                       |                                            | 1.077                                      | 1.077                                      |
| 1864 | 1864                                       |                                            | 1.061                                      | 1.061                                      |
| 1871 | 1871                                       |                                            | 1.057                                      | 1.057                                      |
| 1875 | 1875                                       |                                            | 1.084                                      | 1.084                                      |
| 1885 | 1885                                       |                                            | 1.044                                      | 1.044                                      |
| 1895 | 1895                                       |                                            | 1.103                                      | 1.103                                      |
| 1905 | 1905                                       |                                            | 1.168                                      | 1.168                                      |
| 1910 | 1910                                       |                                            | 1.173                                      | 1.173                                      |
| 1925 | 1925                                       |                                            | 1.179                                      | 1.179                                      |
| 1939 | 1939                                       |                                            | 1.291                                      | 1.291                                      |
| 1946 | 1946                                       |                                            | 1.637                                      | 1.637                                      |
| 1950 | 1950                                       |                                            | 1.683                                      | 1.683                                      |
| 1956 | 1956                                       |                                            | 1.582                                      | 1.582                                      |
| 1961 | 1961                                       |                                            | 1.627                                      | 1.627                                      |
| 1967 | 1967                                       |                                            | 1.872                                      | 1.872                                      |
| 1970 | 1970                                       |                                            | 1.801                                      | 1.801                                      |
| 1975 | 1975                                       |                                            | 4.698                                      | 4.698                                      |
| 1980 | 1980                                       |                                            | 4.663                                      | 4.663                                      |
| 1985 | 1985                                       |                                            | 4.624                                      | 4.624                                      |
| 1990 | 1990                                       |                                            | 4.967                                      | 4.967                                      |
| 1995 | 1995                                       |                                            | 5.055                                      | 5.055                                      |
| 2000 | 2000                                       |                                            | 4.968                                      | 4.968                                      |
| 2005 | 2005                                       |                                            | 4.878                                      | 4.878                                      |
| 2011 | 2011                                       |                                            | 4.803                                      | 4.803                                      |
| 2015 | 2015                                       |                                            | 4.757                                      | 4.757                                      |
| 2020 | 2020                                       |                                            | 4.632                                      | 4.632                                      |
| 2022 | 2022                                       |                                            | 4.803                                      | 4.803                                      |
| Datenquelle: Historisches Gemeindeverzeichnis für Hessen: Die Bevölkerung der Gemeinden 1834 bis 1967. Wiesbaden: Hessisches Statistisches Landesamt, 1968. Weitere Quellen: LAGIS; Hessisches Statistisches Informationssystem; Zensus 2011, Zensus 2022 Nach 1970 einschließlich der im Zuge der Gebietsreform in Hessen eingegliederten Orte. |                                            |                                            |                                            |                                            |

### Historische Religionszugehörigkeit
| • 1885: | 86 evangelische (= 8,24 %), 475 katholische (= 91,76 %), ein anderer christlich-konfessioneller (= 0,21 %) Einwohner |
| • 1961: | 208 evangelische (= 12,78 %), 958 katholische (= 91,76 %) Einwohner                                                  |
| • 1987: | 477 evangelische (= 10,7 %), 3888 katholische (= 87,0 %), 105 sonstige (= 2,7 %) Einwohner                           |
| • 2011: | 702 evangelische (= 15,2 %), 3436 katholische (= 74,3 %), 488 sonstige (= 10,5 %) Einwohner                          |
| • 2022: | 737 evangelische (= 15,3 %), 3036 katholische (= 63,2 %), 1030 sonstige (= 21,4 %) Einwohner                         |

## Politik

### Gemeindevertretung
Die Kommunalwahl am 14. März 2021 lieferte folgendes Ergebnis, in Vergleich gesetzt zu früheren Kommunalwahlen:
| Sitzverteilung in der Gemeindevertretung 2021Insgesamt 23 Sitze - HA: 2 - OBH: 4 - CWE: 8 - CDU: 9 | Parteien und Wählergemeinschaften | Parteien und Wählergemeinschaften           | % 2021 | Sitze 2021 | % 2016 | Sitze 2016 | % 2011 | Sitze 2011 | % 2006 | Sitze 2006 | % 2001 | Sitze 2001 |
| Sitzverteilung in der Gemeindevertretung 2021Insgesamt 23 Sitze - HA: 2 - OBH: 4 - CWE: 8 - CDU: 9 | CDU                               | Christlich Demokratische Union Deutschlands | 41,8   | 9          | 47,8   | 11         | 54,2   | 12         | 57,7   | 13         | 51,8   | 16         |
| Sitzverteilung in der Gemeindevertretung 2021Insgesamt 23 Sitze - HA: 2 - OBH: 4 - CWE: 8 - CDU: 9 | CWE                               | Christliche Wähler-Einheit                  | 33,2   | 8          | 35,1   | 8          | 28,5   | 7          | 29,3   | 7          | 32,4   | 10         |
| Sitzverteilung in der Gemeindevertretung 2021Insgesamt 23 Sitze - HA: 2 - OBH: 4 - CWE: 8 - CDU: 9 | OBH                               | Offene Bürgerliste Hilders                  | 17,0   | 4          | 17,0   | 4          | 17,2   | 4          | —      | —          | —      | —          |
| Sitzverteilung in der Gemeindevertretung 2021Insgesamt 23 Sitze - HA: 2 - OBH: 4 - CWE: 8 - CDU: 9 | SPD                               | Sozialdemokratische Partei Deutschlands     | –      | –          | —      | —          | —      | —          | 13,0   | 3          | 15,8   | 5          |
| Sitzverteilung in der Gemeindevertretung 2021Insgesamt 23 Sitze - HA: 2 - OBH: 4 - CWE: 8 - CDU: 9 | HA                                | Hilders aktiv                               | 7,9    | 2          | —      | —          | —      | —          | –      | –          | –      | –          |
| Sitzverteilung in der Gemeindevertretung 2021Insgesamt 23 Sitze - HA: 2 - OBH: 4 - CWE: 8 - CDU: 9 | Gesamt                            | Gesamt                                      | 100    | 23         | 100    | 23         | 100    | 23         | 100    | 23         | 100    | 31         |
| Sitzverteilung in der Gemeindevertretung 2021Insgesamt 23 Sitze - HA: 2 - OBH: 4 - CWE: 8 - CDU: 9 | Wahlbeteiligung in %              | Wahlbeteiligung in %                        | 64,9   | 64,9       | 63,2   | 63,2       | 60,8   | 60,8       | 56,9   | 56,9       | 66,6   | 66,6       |

### Bürgermeister
Nach der hessischen Kommunalverfassung wird der Bürgermeister für eine sechsjährige Amtszeit gewählt, seit dem Jahr 1993 in einer Direktwahl, und ist Vorsitzender des Gemeindevorstands, dem in der Marktgemeinde Hilders neben dem Bürgermeister ehrenamtlich ein Erster Beigeordneter und fünf weitere Beigeordnete angehören. Bürgermeister ist seit dem 16. April 2021 der parteiunabhängige Lars Günkel. Er wurde als Nachfolger von Hubert Blum, der nach drei Amtszeiten nicht wieder kandidiert hatte, am 22. November 2020 im ersten Wahlgang bei 65,6 Prozent Wahlbeteiligung mit 83,3 Prozent der Stimmen gewählt.
Amtszeiten der Bürgermeister
- 2021–2027 Lars Günkel[26]
- 2003–2021 Hubert Blum[27]
- 1991–2003 Lothar Klüber (CDU)[30]

### Ortsbeiräte
Gemeinde Hilders
Für Hilders, Liebhards (mit Steinbach, Oberbernhards und Milseburg), Batten, Rupsroth, Brand, Simmershausen, Dietges, Unterbernhards, Dörmbach (mit Harbach), Wickers und Eckweisbach besteht je ein Ortsbezirk mit Ortsbeirat und Ortsvorsteher, nach Maßgabe der §§ 81 und 82 HGO und des Kommunalwahlgesetzes in der jeweils gültigen Fassung. Die Ortsbezirke entsprechen den Gebieten der ehemaligen Gemeinden.
Die Ortsbeiräte bestehen aus drei bis neun Mitgliedern. Die Ortsbeiräte werden im Rahmen der Kommunalwahlen gewählt. Der Ortsbeirat wählt eines seiner Mitglieder zum Ortsvorsteher bzw. zur Ortsvorsteherin. Für die Wahlergebnisse siehe die entsprechenden Ortsteile.
Ortsbezirk Hilders (Kerngemeinde)
Der Ortsbezirk umfasst das Gebiet der ehemaligen Gemeinde Hilders.
Der Ortsbeirat besteht aus neun Mitgliedern. Bei den Kommunalwahlen in Hessen 2021 betrug die Wahlbeteiligung zum Ortsbeirat 59,04 %. Es wurden gewählt vier Mitglieder der CWE, drei Mitglieder der CDU und zwei Mitglieder der „Offenen Bürgerliste Hilders“ (OBH). Der Ortsbeirat wählte Ella Faulstich (CWE) zur Ortsvorsteherin.

### Wappen
| Wappen von Hilders | Blasonierung: „In Rot drei gekürzte silberne Spitzen (fränkischer Rechen), belegt mit dem schwarzen Antiquagroßbuchstaben H.“ |
| Wappen von Hilders | Wappenbegründung: Der Ort kam 1342 völlig in den Besitz des Hochstifts Würzburg, das schon vorher dort begütert war. Die Bischöfe richteten ein Amt mit dem Sitz in Hilders ein und hatten dort ein Centgericht. Schon während des Spätmittelalters stark befestigt, erhielt der Ort 1798 Marktrechte von Bischof Georg Karl von Fechenbach. Zahlreiche Verpfändungen an Adelsgeschlechter bis zum 16. Jahrhundert erklären, dass der in patrimonialer Abhängigkeit stehende Ort spät zu eigenem gemeindlichen Wesen kam. Alte Siegel oder Wappen vor dem 17. Jahrhundert fehlen. Das auf Siegel zurückgehende heutige Wappen gleicht durch die silbernen Spitzen in Rot dem Würzburger Hochstiftswappen; die Initiale des Namens ist das eigentliche Ortszeichen. |

### Partnerschaft
- Kachtem, Stadtteil der Gemeinde Izegem im belgischen (Westflandern)

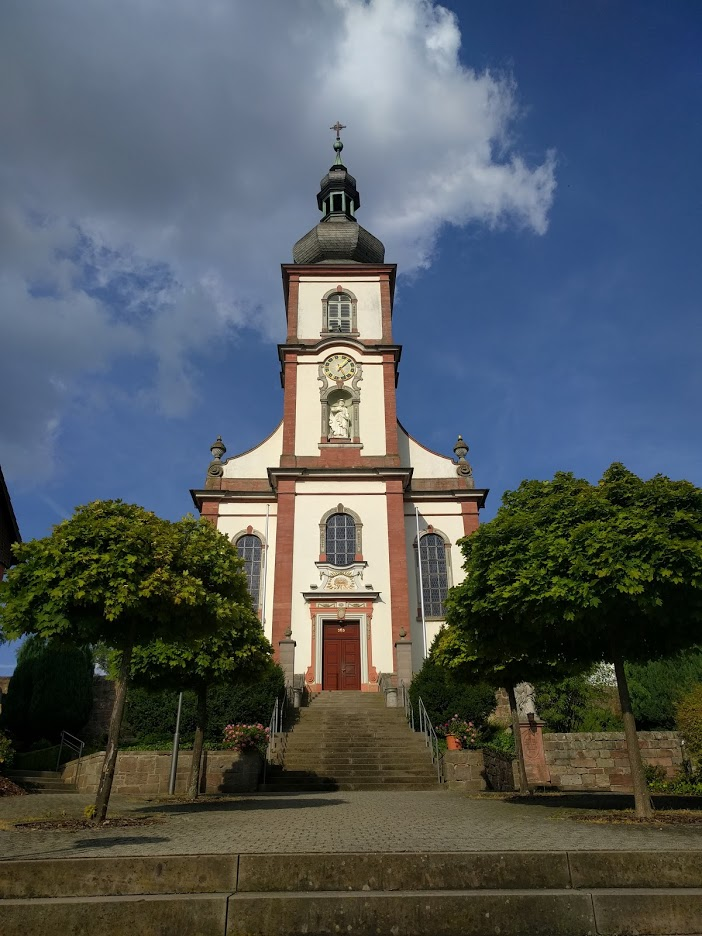
Die katholische Pfarrkirche St. Bartholomäus ist weithin sichtbar

## Kultur und Sehenswürdigkeiten

### Bauwerke und Einrichtungen
- Evangelische Kirche, erbaut 1895–1896, erweitert 1961
- Katholische Pfarrkirche St. Bartholomäus aus dem ausgehenden 18. Jahrhundert
- Burgruine Auersburg
- Reste der Burg Eberstein auf dem Tannenfels beim Ortsteil Brand.
- Mariengrotte/Lourdesgrotte[34]
- Fachwerkhäuser aus dem 17. Jahrhundert
- Hessische Verwaltung des Biosphärenreservates Rhön mit Biosphären-Infozentrum[35]

### Parks
Hilders liegt inmitten des Biosphärenreservats Rhön mit einer Fläche von 243.323 ha (davon 64.828 ha in Hessen).

## Wirtschaft und Infrastruktur

### Verkehr

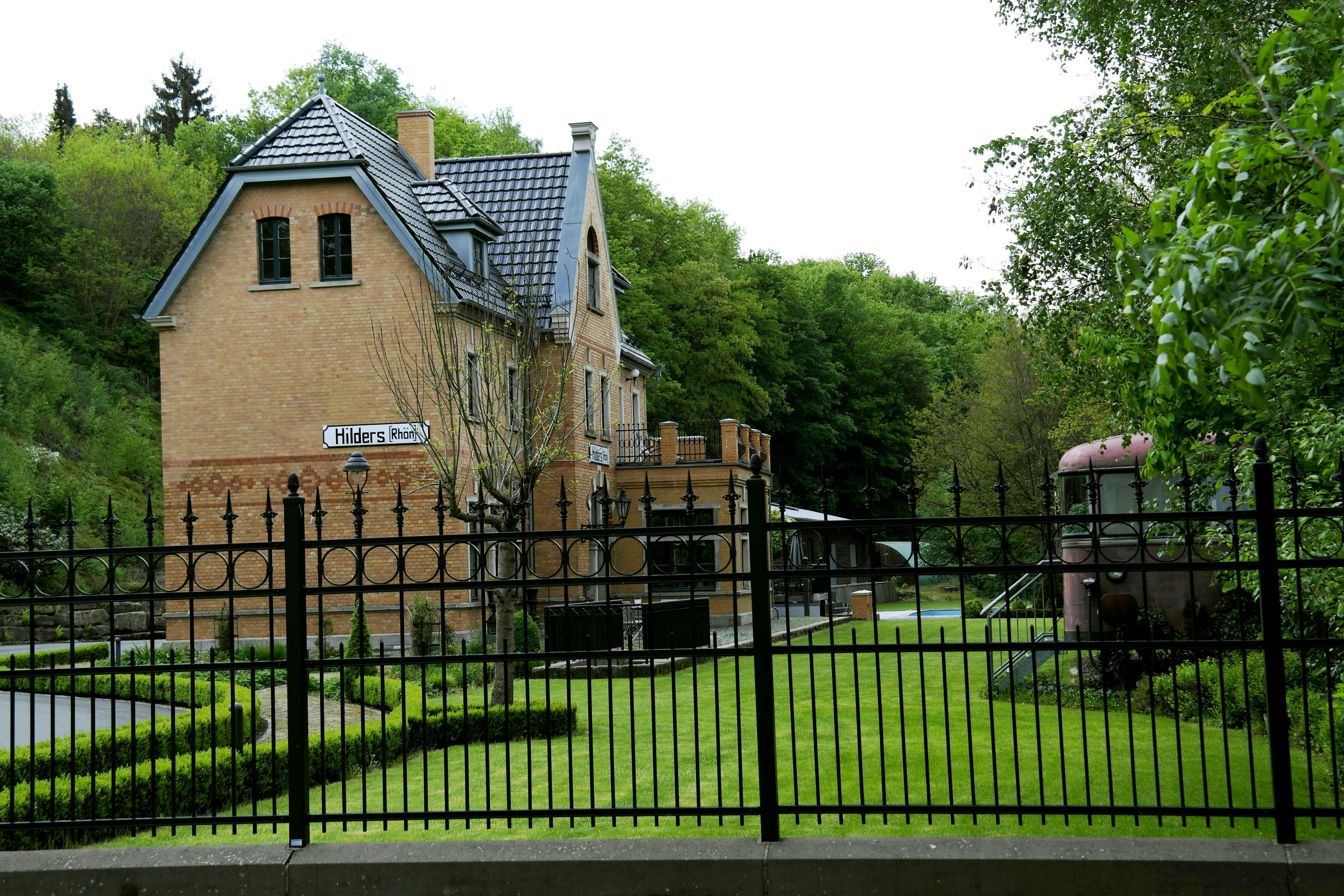
Der ehemalige Bahnhof ist heute in Privatbesitz

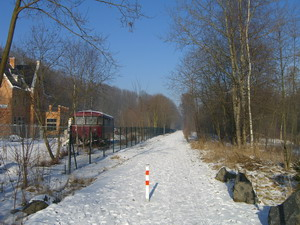
Der Radweg am ehem. Bahnhof

Hilders liegt an der Bundesstraße 278. Südlich vom Ort mündet in diese die Bundesstraße 458, welche in Fulda-Mitte die Bundesautobahn 7 erreicht.
Der Bahnhof Hilders war Knotenpunkt der Bahnstrecke Götzenhof–Wüstensachsen und der Ulstertalbahn. Er war von 1889 bis zur Stilllegung 1986 für den Personenverkehr in Nutzung. Nach Einstellung des Güterverkehrs 1993 wurden 1995 die Gleise demontiert. Teile der früheren Bahnstrecken sind in den Ulsterradweg und den Milseburgradweg, die auf dem ehemaligen Bahnkörper angelegt wurden, einbezogen worden.

### Tourismus
Die Kerngemeinde Hilders ist ein anerkannter Luftkurort. Die Ortsteile Batten-Findlos und Simmershausen sind anerkannte Erholungsorte.
Neben den Wander- und Schwimmmöglichkeiten (Freizeitbad Ulsterwelle) wurde 2004 die Gemeinde durch den Milseburgradweg aufgewertet, er führt auf der 1986 stillgelegten Rhönbahntrasse Fulda–Hilders. Im Winter sind gespurte Loipen und an der nahen Wasserkuppe Skipisten für Alpinski vorhanden.
Im Ort befinden sich verschiedene Gasthöfe, Hotels und Pensionen. Im Ortsteil Oberbernhards am Fuße der Milseburg direkt oberhalb des Milseburgtunnels am Milseburgradweg steht die Jugendherberge Oberbernhards. An der Straße nach Frankenheim/Rhön (Thüringen) steht oberhalb des Ortes die 2012 geschlossene ehemalige Jugendherberge.
Zur Umgebung von Hilders gehört der Buchschirmberg, der sich in einer Halbtagestour besteigen lässt.

### Radwanderwege

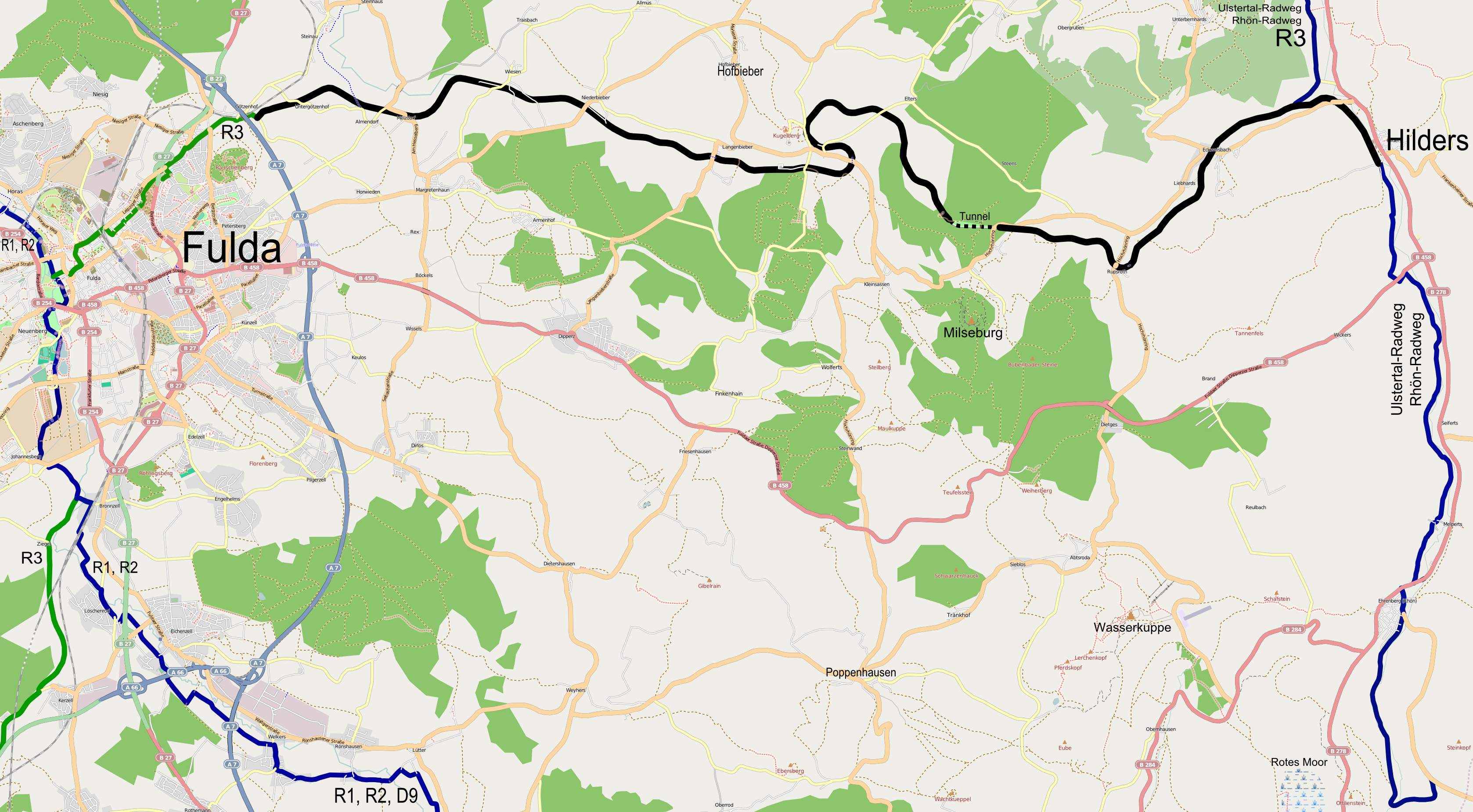
Milseburg-Radweg

- Durch die Ortsteile Steinbach, Rupsroth und Eckweisbach verläuft der Milseburgradweg. Er führt als Teil des hessischen Radfernweges R3 und des Bahnradwegs Hessen auf der ehemaligen Rhönbahntrasse Biebertalbahn/Rhönbahn auf einer Länge von 27 Kilometern von Petersberg-Götzenhof bis Hilders durch die hessische Rhön. Ein Highlight dieser Strecke ist der 1.172 m lange Milseburgtunnel, geöffnet vom 1.4. bis 31.10.
- Durch den Ort Hilders führt der Ulstertal-Radweg als Teil des Rhönradwegs. Dieser hat eine Länge von insgesamt 180 km und führt von Bad Salzungen nach Hammelburg, durch alle drei Bundesländer der Rhön: Bayern, Hessen und Thüringen.

### Bildung und Freizeit

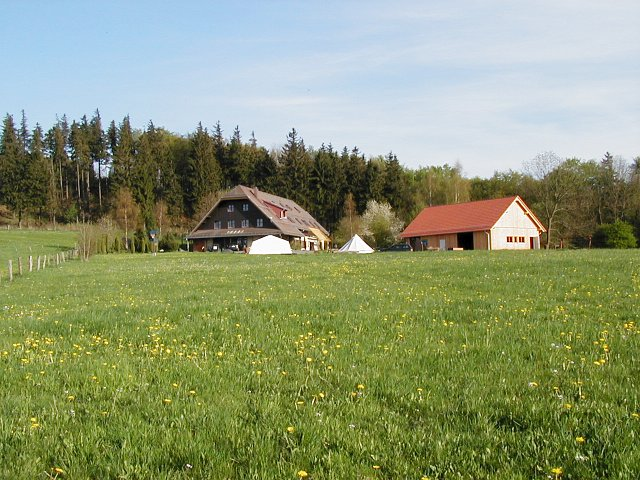
Thomas-Morus-Haus mit Zeltplatz

Bekannt ist Hilders durch die Jugendbildungs- und Freizeitstätten des Jugendwerks St. Michael. Ab 1958 führte der Kapuzinerpater Archangelus Löslein in seiner Funktion als Freigestellter für kirchliche Jugendarbeit des Bistums Fulda in der Nähe des Battensteins am Buchschirm die ersten Zeltlager für Jungen durch. Bis heute werden diese von der Katholischen Jungen Gemeinde (KjG) im Bistum Fulda angeboten, seit 1979 auf dem Thomas-Morus-Zeltplatz.
Auf dem Buchschirm, dem Hilderser Hausberg, steht das Thomas-Morus-Haus, benannt nach dem englischen Lordkanzler Thomas Morus, dem Schutzpatron der Katholischen Jungen Gemeinde. Angegliedert ist ein 17.000 m² großer Zeltplatz mit Spielscheune, einer der größten Zeltplätze der Region, der 1980 eingeweiht wurde. 1985 erfolgte die Einweihung des Thomas-Morus-Hauses als Jugendbildungsstätte durch den damaligen Bischof von Fulda, Johannes Dyba. 2004 wurde das Haus umfassend modernisiert.
Die Pater-Löslein-Hütte in unmittelbarer Nähe ist eine Selbstversorgerhütte, sie dient der Versorgung eines weiteren 8000 m² großen Zeltplatzes. Sie wurde 1977 vom Jugendwerk St. Michael erworben und wird seit 1978 für Freizeiten genutzt. Die mehrmals modernisierte Hütte kann von April bis Oktober benutzt werden.

## Persönlichkeiten
Söhne und Töchter der Gemeinde
- Werner Böckenförde (* 21. März 1928; † 26. November 2003 in Freiburg i. Br.), Theologe und Jurist, Domkapitular in Limburg, Professor in Frankfurt am Main für Katholisches Kirchenrecht und Staatskirchenrecht.
- Wilhelm Kümpel (* 13. Juli 1920 in Simmershausen; † 1. Februar 2000), deutscher Organist und Kirchenmusikdirektor in Erfurt
- Alexius Molitor (* 19. November 1730; † 16. Juni 1773 in Mainz), Augustiner-Pater und Komponist von Kirchenmusik
- (Johann) Valentin Scheidler († 10. November 1745 in Würzburg), Stadtphysikus, Militär- und Festungsarzt, der für das Würzburger Zucht- und Arbeitshaus zuständig war, sowie Professor der Botanik in Würzburg, der als Revisor um 1741 die Aufsicht über die Apotheken hatte[37][38][39]
- Johann Kaspar Gutberlet (* 13. April 1748; † 16. September 1832 in Würzburg), Mediziner und Anatom an der Universität Würzburg
- Lucie Strewe (* 10. Juni 1887 in Hilders; † 16. Juli 1981 in Berlin-Zehlendorf), während des Nationalsozialismus war sie als Stille Heldin aktiv
- Christoph Schmitt (* 1956 in Hilders), Volkskundler, leitete von 1999 bis 2022 die Wossidlo-Forschungsstelle für Europäische Ethnologie/Volkskunde an der Universität Rostock